# Nekrolog 45 v. Chr.
Dies ist eine Liste von im Jahr 45 v. Chr. verstorbenen bekannten Persönlichkeiten. Die Einträge erfolgen alphabetisch sortiert.
| Tag          | Name                        | Beruf, bekannt als                                   | Alter |
| ------------ | --------------------------- | ---------------------------------------------------- | ----- |
|              | Marcus Claudius Marcellus   | römischer Politiker                                  |       |
| 31. Dezember | Quintus Fabius Maximus      | römischer Senator und Suffektkonsul                  |       |
| 17. März     | Titus Labienus              | römischer Politiker und Befehlshaber                 |       |
|              | Publius Nigidius Figulus    | römischer Gelehrter und Politiker                    |       |
|              | Gnaeus Pompeius der Jüngere | römischer Politiker und General                      |       |
| Februar      | Tullia                      | Tochter des römischen Senators Marcus Tullius Cicero |       |